# Söğüt

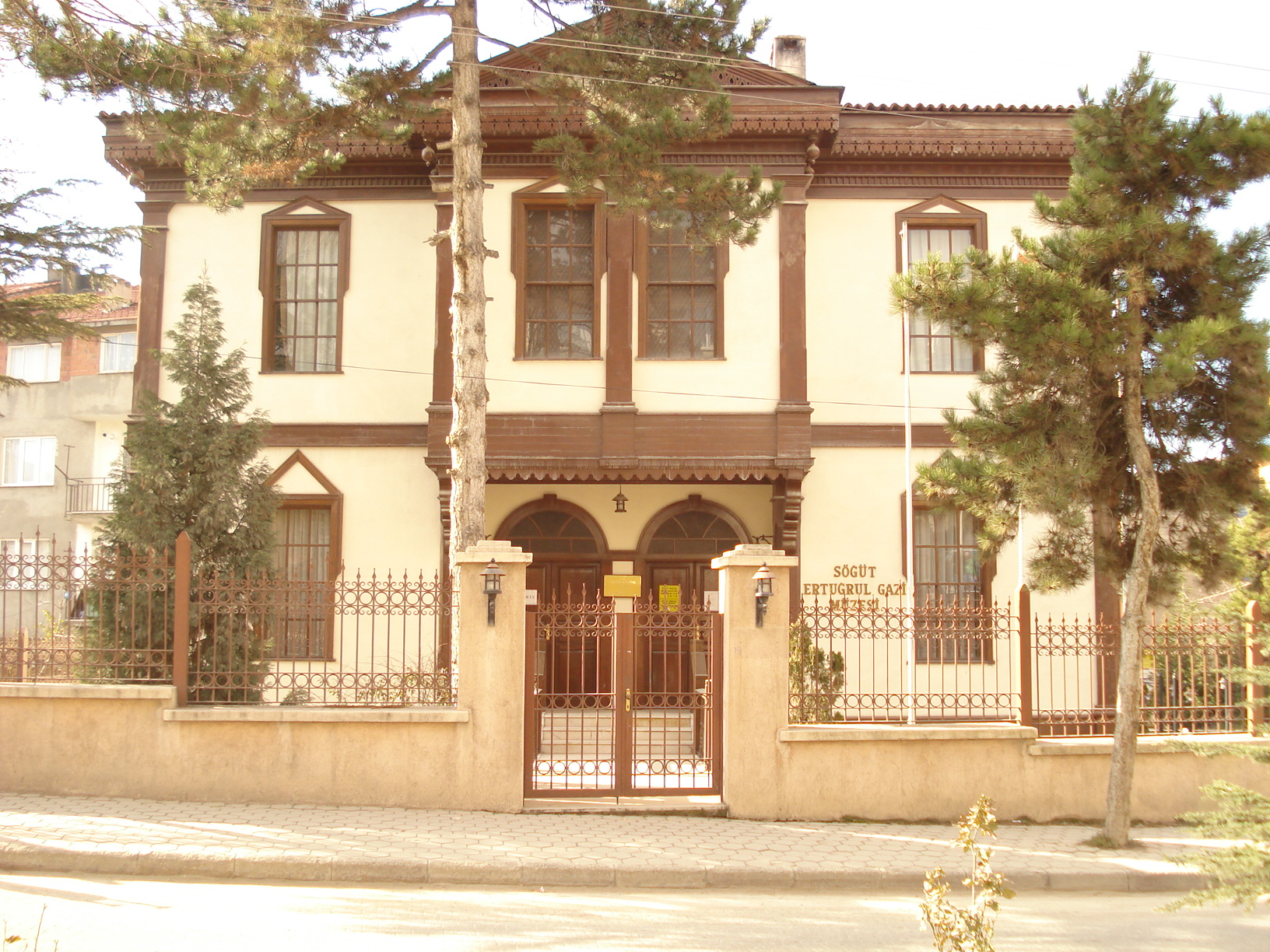
Museu de Ertogrul Gazi em Söğüt

Söğüt é uma cidade e um distrito da província de Bilejique, na região de Mármara, na República da Turquia. Foi a cidade-natal de Osmã, o fundador da Dinastia Otomana.

## História
Söğüt e as regiões circunvizinhas foram legadas pelo sultão Aladino I Magno, do Rum, ao turco oguz Ertogrul, que aí se estabeleceu com sua tribo por volta de 1230.  Este território veio a constituir um beilhique do Império Rum, que a partir de 1281 teve Osmã, filho de Ertogrul como bei; este beilhique foi o embrião do futuro Império Otomano, cujo nome se deve a Osmã, que proclamou a autonomia do beilhique em 1299.
Söğüt, ou o beilhique de Osmã como um todo, encontrava-se rodeado por outras três importantes tribos turcas: os turcos de Eskenderum ao norte, os turcos de Esquixequir ao leste, e os turcos de Konyali ao sul.  Além disto, havia as cidades gregas de Bursa, Niceia e Nicomédia ao oeste e noroeste, até então importantes fortalezas da porção asiática do Império do Oriente, de modo que a posição do beilhique Otomano podia ser considerada ingrata.
A lenda conta que Ertogrul bravamente manteve Söğüt imune a todas essas potenciais ameaças, de modo que seu filho Osmã pode vencer a todos eles durante seu reinado (de 1299 a 1326), inclusive conquistando Esquixequir e Eskenderum. Mais tarde, o neto de Ertogrul, Orcano I, capturaria Bursa (1326) e derrotaria os Bizantinos em Pelecano (1329, abrindo o caminho dos otomanos para a conquista de todo o noroeste da Anatólia.
Com a captura de Bursa, Söğüt deixou de ser a capital dos otomanos, que passaram a governar o nascente império a partir dos luxuosos palácios bizantinos daquela.
Hoje em dia Söğüt não deixou de ser uma pequena cidade da província de Bilejique, no vale úmido do Rio Sangário. Cidade essencialmente histórica, elementos da história otomana e estátuas em tamanho natural de seus sultões podem ser apreciados no Museu Etnográfico de Söğüt .